# Ізабела (кратер)
Кратер Ізабела (29°48′ пд. ш. 204°12′ сх. д. / 29.8° пд. ш. 204.2° сх. д.) — другий за величиною ударний кратер на Венері. Має діаметр 175 км і глибину 1,2 км. Належить до так званих багатокільцевих кратерів. Названий на честь королеви Іспанії XV століття Ізабели I Кастильської. Кратер має дві великі потокоподібні структури, що тягнуться на південь і на південний схід. Кінець південного потоку частково оточує 40 кілометровий круговий вулканічний щит. Південно-східний потік має складний візерунок з каналів і частин потоку. На його південно-східному кінці знаходиться 20-кілометровий ударний кратер Кон.
Великі потоки, унікальні для ударних кратерів Венери, є постійним предметом дослідження для вчених. Існує думка, що потоки можуть складатися з «ударного розплаву» — породи, що розплавляється під впливом тепла, яке виділяється при ударному вибуху. Альтернативна гіпотеза посилається на «потоки сміття», які можуть складатися з хмар гарячих газів та з розплавлених чи твердих уламків гірських порід, що розлітаються по ландшафту під час удару. Такий тип розміщення схожий на той, що відбувається при сильних виверженнях на Землі, таких як виверження гори Пінатубо у 1991 році на Філіппінах.